# Alchemilla subreniformis
Alchemilla subreniformis é uma espécie de rosácea do gênero Alchemilla, pertencente à família Rosaceae.